# Jeevan Nedunchezhiyan
Jeevan Nedunchezhiyan (ur. 20 października 1988 w Ćennaju) – hinduski tenisista, reprezentant kraju w Pucharze Davisa.

## Kariera tenisowa
Zawodowym tenisistą Hindus jest od 2011 roku.
Nedunchezhiyan jest zwycięzcą dwóch turniejów rangi ATP Tour z czterech rozegranych finałów w grze podwójnej.
Pod koniec listopada 2019 roku zadebiutował w reprezentacji Indii w Pucharze Davisa.
W rankingu gry pojedynczej najwyżej był na 293. miejscu (25 sierpnia 2014), a w klasyfikacji gry podwójnej na 64. pozycji (18 marca 2019).

### Finały w turniejach ATP Tour
| Legenda                                      |
| -------------------------------------------- |
| Wielki Szlem                                 |
| Igrzyska olimpijskie                         |
| Tennis Masters Cup / ATP Finals              |
| ATP Masters Series / ATP Tour Masters 1000   |
| ATP International Series Gold / ATP Tour 500 |
| ATP International Series / ATP Tour 250      |

#### Gra podwójna (2–2)
| Końcowy wynik | Nr | Data             | Turniej  | Nawierzchnia | Partner                | Przeciwnicy                        | Wynik finału      |
| ------------- | -- | ---------------- | -------- | ------------ | ---------------------- | ---------------------------------- | ----------------- |
| Zwycięzca     | 1. | 8 stycznia 2017  | Ćennaj   | Twarda       | Rohan Bopanna          | Purav Raja Divij Sharan            | 6:3, 6:4          |
| Finalista     | 1. | 30 września 2018 | Chengdu  | Twarda       | Austin Krajicek        | Ivan Dodig Mate Pavić              | 2:6, 4:6          |
| Finalista     | 2. | 7 stycznia 2023  | Pune     | Twarda       | Sriram Balaji          | Sander Gillé Joran Vliegen         | 4:6, 4:6          |
| Zwycięzca     | 2. | 24 września 2024 | Hangzhou | Twarda       | Vijay Sundar Prashanth | Constantin Frantzen Hendrik Jebens | 4:6, 7:6(5), 10–7 |